# Pagara fuscipes
Pagara fuscipes är en fjärilsart som beskrevs av Augustus Radcliffe Grote 1883. Pagara fuscipes ingår i släktet Pagara och familjen björnspinnare. Inga underarter finns listade i Catalogue of Life.